# Sadowne (gmina)
Pour les articles homonymes, voir Sadowne.
La gmina Sadowne est un district administratif situé en milieu rural, du powiat de Węgrów, en Voïvodie de Mazovie, dans le centre-est de la Pologne.
Son siège administratif (chef-lieu) est le village de Sadowne, qui se situe environ 30 km au nord de Węgrów (siège de la powiat) et 76 km au nord-est de Varsovie (capitale de la Pologne).
La gmina couvre une superficie de 144,72 km2 pour une population de 6 270 habitants en 2006.

## Histoire
De 1975 à 1998, la gmina appartenait administrativement à la voïvodie de Siedlce.

## Géographie
La Gmina Sadowne inclut les villages de :

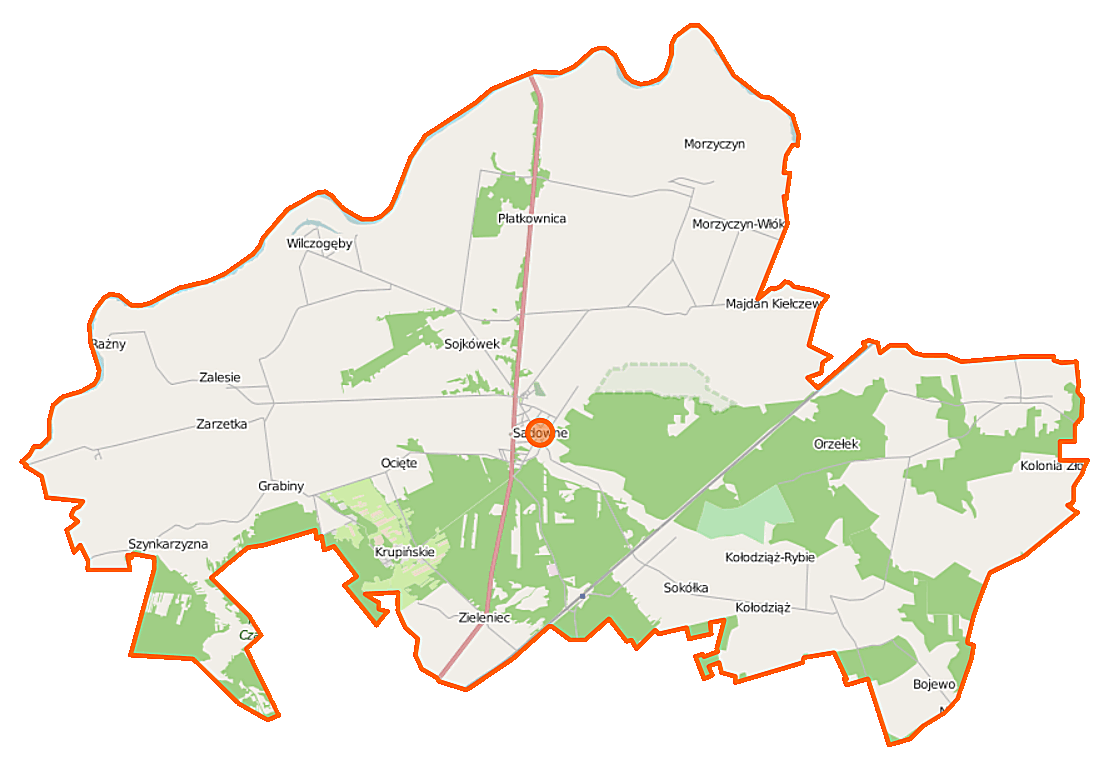
Plan de la gmina

- Bojewo
- Grabiny
- Kocielnik
- Kołodziąż
- Kołodziąż-Rybie
- Kolonia Złotki
- Krupińskie
- Morzyczyn Włościański
- Morzyczyn-Włóki
- Ocięte
- Orzełek
- Płatkownica
- Rażny
- Sadoleś
- Sadowne
- Sójkówek
- Sokółka
- Szynkarzyzna
- Wilczogęby
- Zalesie
- Zarzetka
- Zieleniec
- Złotki

### Gminy voisines
La gmina de Sadowne borde les gminy de :
- Brańszczyk
- Brok
- Korytnica
- Kosów Lacki
- Łochów
- Małkinia Górna
- Stoczek

## Structure du terrain
D'après les données de 2002, la superficie de la commune de Sadowne est de 144,72 km2, répartis comme telle :
- terres agricoles : 65 %
- forêts : 26 %

La commune représente 11,87 % de la superficie du powiat.

## Démographie
Date: Période de 1527 à 2002
Données du 31 décembre 2011:
| Description        | Total  | Total | Femmes | Femmes | Hommes | Hommes |
| ------------------ | ------ | ----- | ------ | ------ | ------ | ------ |
| Unité              | Nombre | %     | Nombre | %      | Nombre | %      |
| Population         | 6 128  | 100   | 3 156  | 51,5   | 2 972  | 48,5   |
| Densité (hab./km²) | 42     | 42    | 21,8   | 21,8   | 20,2   | 20,2   |